# Vjačeslav Rudol'fovič Menžinskij
Vjačeslav Rudol'fovič Menžinskij (in russo Вячесла́в Рудо́льфович Менжи́нский?, in polacco Wiaczesław Rudolfowicz Mienżynski o Mężyński; San Pietroburgo, 31 agosto 1874 – Archangel'skoe, 10 maggio 1934) è stato un rivoluzionario e politico sovietico. Dirigente del PCUS, fu presidente dell'OGPU dal 1926 al 1934. Parlava fluentemente oltre dieci lingue (compreso il coreano, il cinese, il turco e il persiano, l'ultimo imparato in particolare per leggere le opere di ʿUmar Khayyām). Fu il secondo ed ultimo membro fra i capi della Lubjanka ad appartenere alla nobiltà polacca.

## Biografia
Nasce con il nome di Wiaczesław Mężyński in una famiglia di professori polacchi. Si laurea in Legge all'Università Statale di San Pietroburgo nel 1898.

### Attivismo politico
Si unisce al Partito Operaio Socialdemocratico Russo (POSDR) nel 1902, e nel 1905 diventa un membro dell'organizzazione militare del comitato di Pietroburgo del partito. Nel 1906 viene arrestato, ma riesce a fuggire dalla Russia. Vive in Belgio, Svizzera, Francia, USA, lavorando per branche estere del POSDR. Entra a far parte della redazione di Vperëd, allineandosi a Grigorij Aleksinskij e Michail Pokrovskij, rigettando il concetto di cultura proletaria sviluppato da Alexander Bogdanov e Anatolij Lunačarskij. Dopo la rivoluzione di febbraio del 1917, Menžinskij ritorna in Russia l'estate dello stesso anno.

### La Čeka
Secondo G. von Schantz, "Menžinskij condusse personalmente la distruzione delle banche russe, una manovra che privò tutti gli opponenti del bolscevismo dei loro mezzi finanziari con cui condurre la lotta".
"Dal 1919 fu un membro del praesidium della Čeka, e cinque anni più tardi divenne presidente di quella che ne fu la continuazione, l'OGPU.
Dopo la morte di Feliks Dzeržinskij nel luglio del 1926, Menžinskij divenne presidente dell'OGPU. Giocò un importante ruolo nella conduzione delle operazioni segrete di controspionaggio Trest e Sindikat-2, nel corso delle quali i capi di grosse organizzazioni anti-sovietiche situate all'estero, Boris Savinkov e Sidney Reilly, furono portati con l'inganno in Unione Sovietica e arrestati.
Al tempo stesso, come anziano membro della Čeka, Menžinskij era leale a Stalin, il cui culto della personalità aveva già iniziato a formarsi, in coincidenza di alcune importanti purghe nel 1930- 1931. 
Trotskij, che lo aveva già incontrato prima della rivoluzione, lo considerava irrilevante: "Sembrava più l'ombra di un qualche uomo non realizzatosi, o magari un abbozzo malfatto di un ritratto incompleto".

### Ultimi anni e morte
Menžinskij trascorse i suoi ultimi anni da invalido, soffrendo di una forma acuta di angina pectoris che lo rendeva incapace di sforzi fisici e lo costrinse a condurre gli affari dell'OGPU steso su un divano nel suo ufficio alla Lubjanka. Morì di cause naturali nel 1934. Nel 1938 il suo successore, Genrich Jagoda, nel corso della sua confessione pubblica avvenuta durante il Processo dei ventuno, dichiarò di averlo avvelenato.